# 太极十二动
太极十二动是太极拳的一种，是太极拳各拳种中的典型而又易学易练的十个动作。为中华人民共和国专门为高中学生编写的套路，入选高中三年级《体育与健康》课本。其练习时要求动作柔和缓慢、圆活连贯，必须集中精神，配合呼吸，达到行云流水。练后有身心舒畅的功效。其同样具有攻防动作。

## 十二动
- 第一动：起式
- 第二动：白鹤亮翅
- 第三动：搂膝拗步
- 第四动：手挥琵琶
- 第五动：野马分鬃
- 第六动：右揽雀尾
- 第七动：左蹬脚
- 第八动：侄卷肱
- 第九动：搬拦捶
- 第十动：如封似闭
- 第十一动：十字手
- 第十二动：收式

## 外部連結
- 太极十二动教材